# De Lalande (inslagkrater)
De Lalande is een inslagkrater op Venus. De Lalande werd in 1991 genoemd naar de Franse sterrenkundige Marie-Jeanne de Lalande (1768-1832).
De krater heeft een diameter van 21,3 kilometer, een wandbreedte van 5,6 km en bevindt zich in het noordoosten van het quadrangle Sif Mons (V-31) in de Eistla Regio tussen de vulkanen Sif Mons en Gula Mons. 
De krater heeft een brede buitenrand maar geen centrale piek. De bodem van de krater is op de radarbeelden zowel helder als donker. De donkere vloer staat voor een gladde, vlakke vlakte en de lichte vloer geeft een ruwer oppervlak aan. Rondom de krater, maar vooral in het noorden en oosten, bevinden zich radarheldere uitstroomafzettingen. Ten zuiden van de krater is een deel van het reeds bestaande, radarheldere complexe bergkamterrein waarop het projectiel is ingeslagen, zichtbaar.